# Doppelfassade

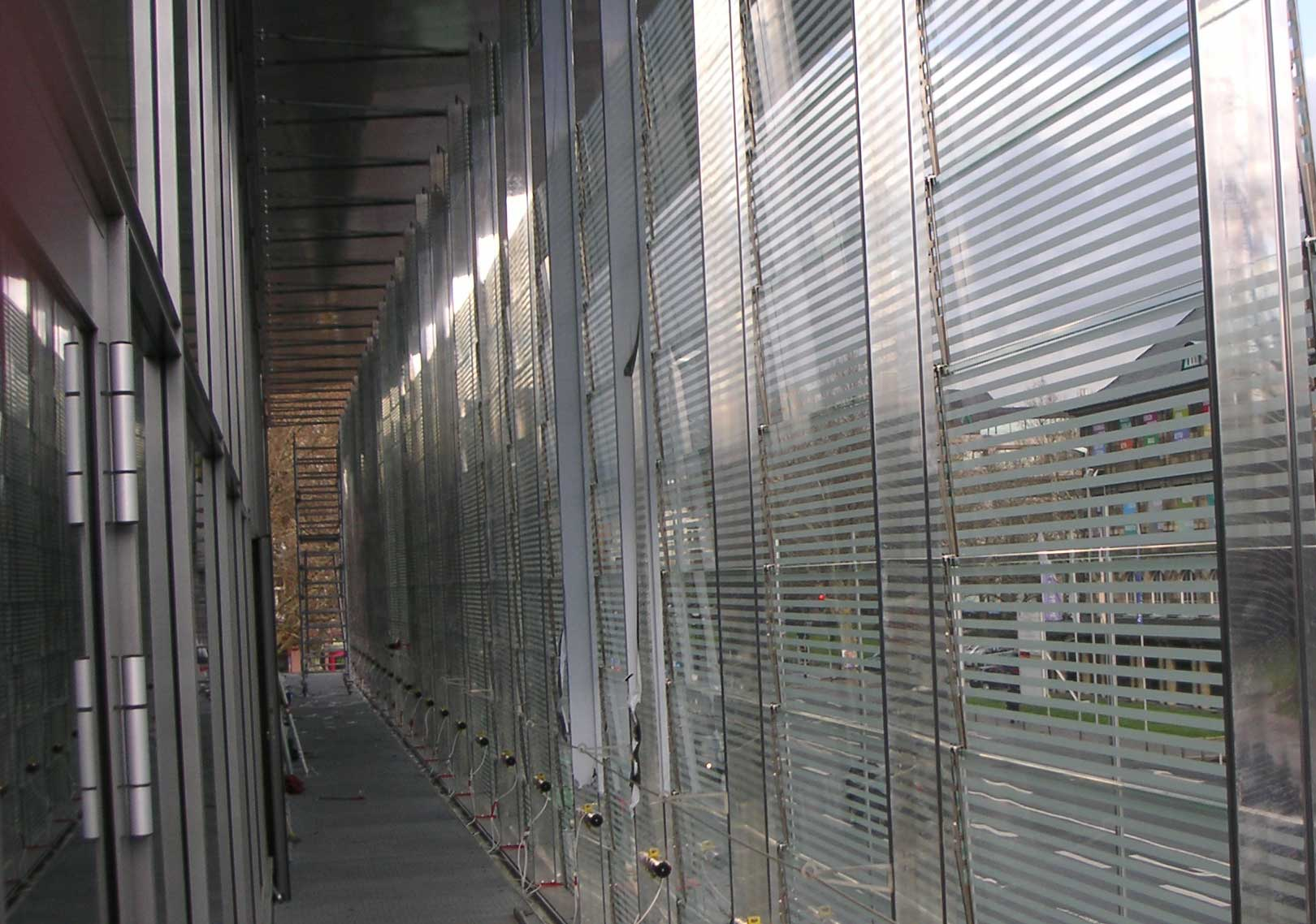
Doppelfassade mit Glaslamellen

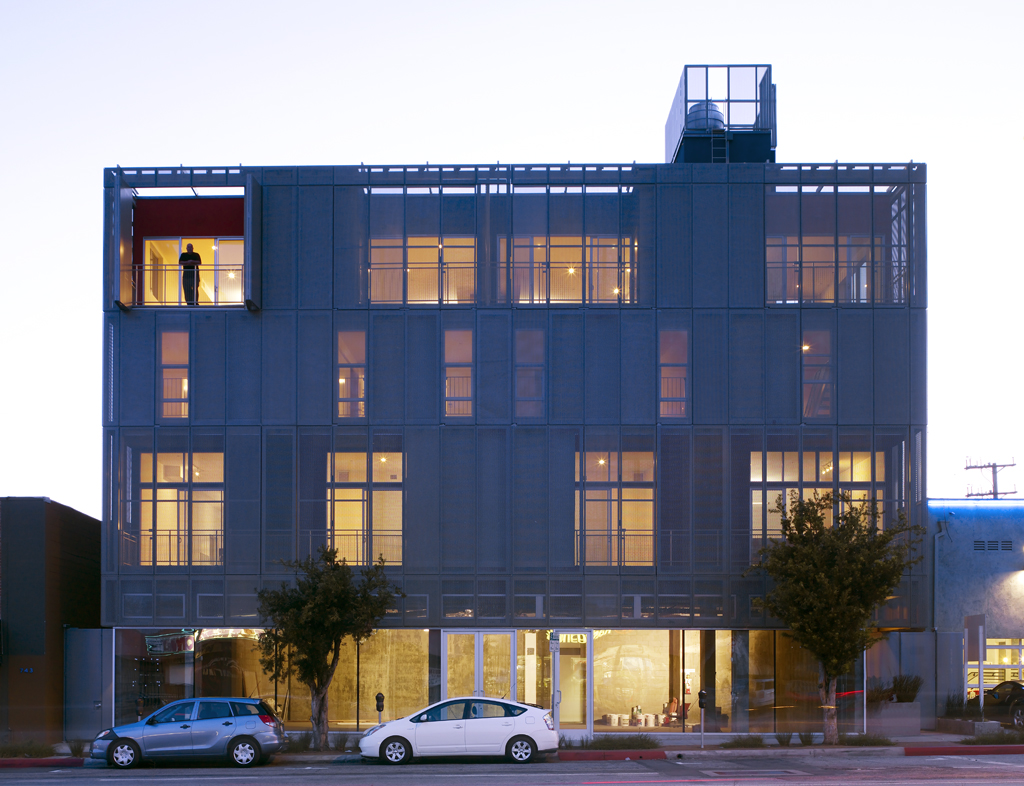
Das LEED zertifizierte Gebäude Cherokee Lofts mit Doppelfassade, Los Angeles

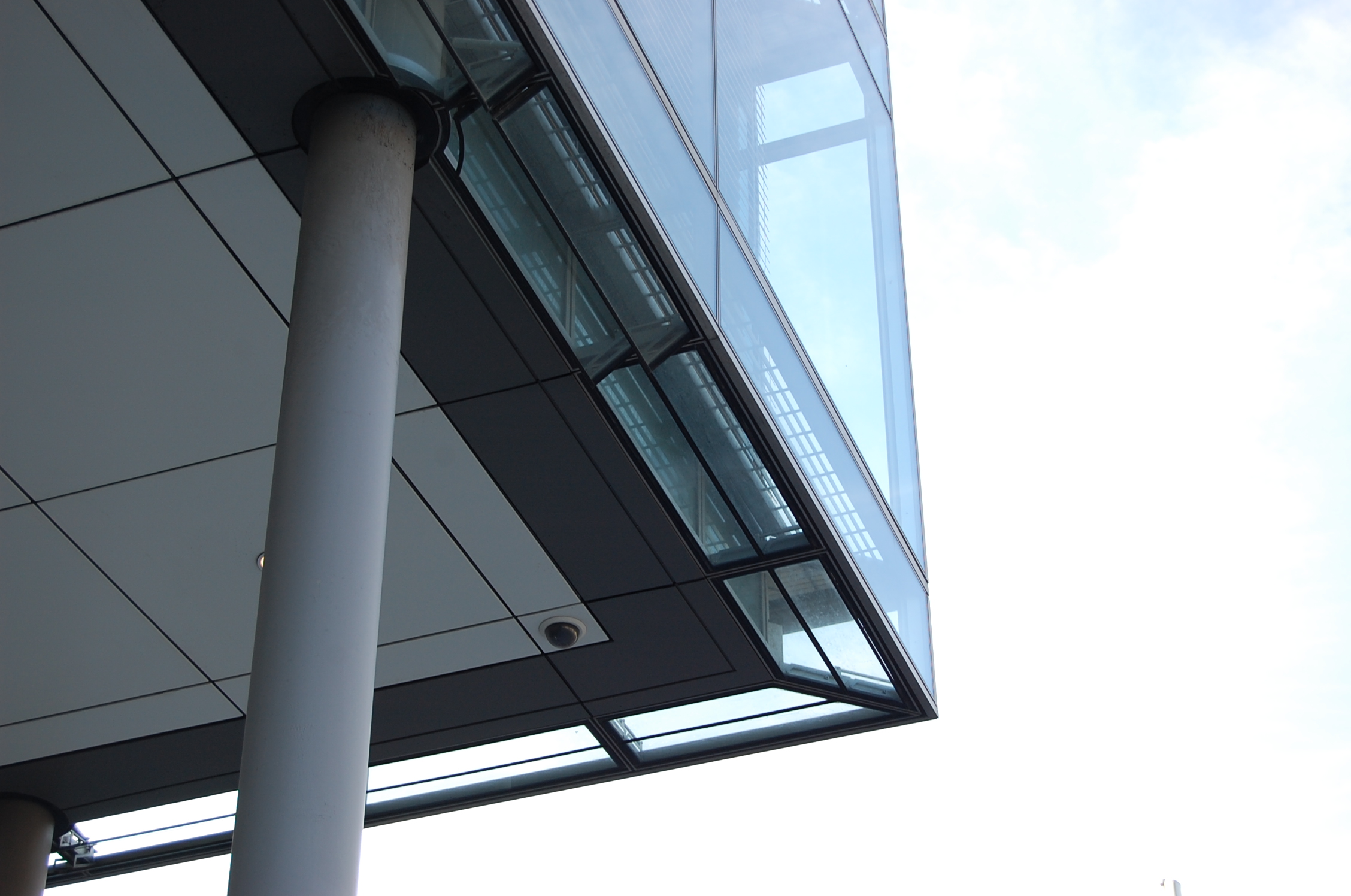
Unterer Abschluss einer Doppelfassade mit Belüftungsöffnungen

Die Doppelfassade ist eine Fassade, welche zwei Fassadenebenen besitzt. Ähnlich einer vorgehängten hinterlüfteten Fassadenbekleidung (VHF) hat die äußere Ebene (Sekundärfassade) die Funktion, auftretende Umwelteinwirkungen wie solaren Wärmeeintrag, Windlasten (vor allem bei hohen Gebäuden) und sonstige Witterungseinflüsse aufzunehmen. 
Die innere Ebene (Primärfassade) stellt den Abschluss zu den einzelnen Nutzbereichen dar und übernimmt in der Regel auch die Wärmedämmfunktion. Dazwischen entsteht ein Zwischenraum von 20 cm bis zu mehreren Metern. Eine Doppelfassade kann entweder als Zu- oder als Abluftfassade ausgebildet werden.

## Vorteile
- Wird die Doppelfassade als Lamellenfassade ausgeführt, bietet sie eine effektive Verschattung einer dahinterliegenden Glasfassade oder dahinterliegender Fenster, vor allem gegen sommerliche Überhitzung südseitiger Glasfassaden

- Der Zwischenraum bringt für die Klimatisierung des Gebäudes Vorteile, da die Temperatur eintretender Außenluft sich an die Innentemperatur anpasst, bevor sie in die einzelnen Nutzungsbereiche eintritt. Somit ist es auch bei extremeren Temperaturen möglich, Frischluft beizuführen.

- Auch bei schlechter Witterung kann die innere Fassade zum Lüften geöffnet werden. Die Kaminwirkung der Luftschicht im Zwischenraum sorgt für eine Luftbewegung. Auf mechanische Lüftungsanlagen kann unter Umständen verzichtet werden.

- Vor allem in größeren Höhen ist es aufgrund der auftretenden Windkräfte schwer, eine Verbindung zur Außenwelt herzustellen. Dadurch, dass die äußere Ebene die Luft beim Eintreten in den Zwischenraum bricht, kann man als Nutzer die innere Fassade zu diesem wie zu einem ruhigen Innenhof hin behandeln.

- In den Zwischenräumen können Funktionen wie Fluchtbalkone oder einfach Freiräume enthalten sein. Oft entstehen auch Aufweitungen, in denen Gemeinschaftsräume integriert werden können (auch mehrgeschossig).

- Die zweite Haut sorgt für einen zusätzlichen Schallschutz.

## Nachteile
- Die Ausführung bringt nicht unerhebliche Kosten mit sich. Durch bessere Klimafunktionen und damit gesenkte Betriebskosten können die Baukosten jedoch mit der Zeit amortisiert werden.

- Der Aufbau verbraucht Grundrissfläche und schränkt damit die Hauptnutzfläche im Vergleich zur Bruttogeschossfläche ein. Vor allem bei beengten Innenstadtsituationen mit hohen Grundstückspreisen relevant.

- Doppelfassaden verringern den Lichteinfall durch auskragende Bauteile und die zweite Glasebene.

- Gefahr der Tauwasserbildung.

- Wenn die innere Fassade zum Zwischenraum geöffnet wird, wird Schall zwischen den Räumen übertragen.

- Doppelfassaden können zum "Pumpen" neigen, d. h., es entstehen instationäre Wechselströmungen im Fassadenzwischenraum.